# Wojciech Orszulok
Wojciech Orszulok (ur. 10 czerwca 1917 w Gostyniu, zm. 30 kwietnia 2011 w Sopocie) – polski kapitan jachtowy, docent inżynier budowy okrętów, konstruktor, wykładowca Politechniki Gdańskiej.

## Życiorys
W 1935 roku ukończył gimnazjum im. Jana Kazimierza w Tarnowskich Górach. Od 1936 do lutego 1939 studiował na Wydziale Okrętowo-Lotniczym Technische Hochschule Danzig (obecnie Politechnika Gdańska). Podczas studiów odbył praktyki w Stoczni Gdańskiej. W 1939 roku uzyskał półdyplom. Podczas II wojny światowej został przymusowo wysiedlony z Gdyni i przebywał na południu kraju. W marcu 1945 wrócił do Gdańska. Od 1946 kontynuował studia na Wydziale Budowy Okrętów Politechniki Gdańskiej, w 1949 uzyskał dyplom magistra nauk technicznych oraz inżyniera budowy okrętów.
W latach 1949–1966 był dyrektorem Centralnego Biura Konstrukcji Okrętowych nr 1 w Gdańsku. Pod jego dowództwem jacht oceaniczny Euros po raz pierwszy w historii żeglarstwa światowego opłynął Islandię (1968). Historię drugiej wyprawy do Reykjavíku na niespełna 10 metrowym jachcie „Kismet” w 1965 opisał w książce Rejs do Islandii (Gdańsk, 1969).
Pracował na Wydziale Budowy Okrętów Politechniki Gdańskiej. W latach 1948–1951, 1962-1963 i 1967-1969 był zatrudniony na stanowisku profesora kontraktowego i kierował Katedrą Konstrukcji Okrętów. W 1971, dzięki dorobkowi zawodowemu, naukowemu i dydaktycznemu, został przez ministra żeglugi mianowany na stanowisko docenta. W latach 1971–1983 pracował w Wyższej Szkole Morskiej w Gdyni. We wrześniu 1983 przeszedł na emeryturę, zmarł 30 kwietnia 2011. 12 września 2011 w Basenie Żeglarskim w Gdyni odbył się jego pogrzeb morski. W 2015 w Alei Żeglarzy w tym samym basenie odsłonięto poświęconą mu tablicę pamiątkową.
Za swoją pracę i działalność dydaktyczną odznaczony został: Krzyżem Oficerskim Orderu Odrodzenia Polski, Złotym Krzyżem Zasługi, Odznaką Zasłużonego Pracownika Morza, Odznaką Zasłużonego Ziemi Gdańskiej, Odznaką Zasłużony Nauczyciel PRL.

## Wydane książki
- Orszulok, Wojciech: Wyposażenie pokładowe statku handlowego. Orszulok, Wojciech. Gdańsk: Wydaw. Morskie, 1982. ISBN 83-215-1121-X. Brak numerów stron w książce
- Orszulok, Wojciech: Wytrzymałość kadłuba statku w eksploatacji. Orszulok, Wojciech. Gdańsk: Wydaw. Morskie, 1983. ISBN 83-215-1122-8. Brak numerów stron w książce